# Mittetulundusühing Nõmme Kalju Football Club
Nõmme Kalju FC (em estoniano:[nɤmˈme ˈkɑlju] ), vulgarmente conhecido como Nõmme Kalju, ou simplesmente Kalju é um clube de futebol profissional com sede em Nõmme, Tallinn, Estônia, que compete na Meistriliiga, a primeira divisão do futebol estoniano. O clube manda seus jogos no Hiiu Stadium.
Fundado em 1923 e restabelecido em 1997, o clube joga no Meistriliiga desde a temporada de 2008 e nunca foi rebaixado da divisão principal da Estônia. O Nõmme Kalju ganhou dois títulos da Meistriliiga, uma Copa da Estônia e uma Supercopa da Estônia.[carece de fontes?]

## História

### Fundação e restabelecimento (1923–2007)
O clube de futebol Nõmme Kalju foi fundado em 1923 como uma divisão do Kalju Sports Club por dois lutadores profissionais, Aleksander Šneider e Mart Liiv. A base do clube era o Hiiu Stadium, em Nõmme, e o clube permaneceu ativo até a Segunda Guerra Mundial .
O clube foi restabelecido em 1997 pelo ex-gerente da seleção nacional da Estônia , Uno Piir , Anton Siht e Värner Lootsmann . Nõmme Kalju ingressou no sistema da liga de futebol da Estônia e começou a competir na divisão norte da III liiga . O clube terminou sua primeira temporada em segundo lugar, enquanto Joel Lindpere foi o artilheiro com 13 gols. Nõmme Kalju jogou na III liiga por oito temporadas consecutivas.
Em 2002, Kuno Tehva adquiriu o clube com o objetivo de estabelecer um clube de futebol profissional. O Nõmme Kalju foi promovido para a liiga de terceiro nível II em 2004 e para o segundo nível de Esiliiga em 2005. O Nõmme Kalju terminou sua primeira temporada na Esiliiga em quinto lugar. Em 2007, Getúlio Fredo foi nomeado gerente. Nõmme Kalju terminou a temporada de 2007 em sexto lugar e enfrentou Kuressaare nos playoffs da promoção. O clube perdeu sua primeira partida em casa por 1 a 1, mas venceu a segunda mão fora por 2 a 1 e avançou para a Meistriliiga com gols fora.

### Primeiro título da liga (2008–2012)
Em preparação para a estreia na Meistriliiga, Nõmme Kalju reconstruiu o time contratando 16 novos jogadores. Nõmme Kalju terminou sua primeira temporada na Meistriliiga em quarto lugar, a apenas um ponto do terceiro lugar, enquanto Ingemar Teever conquistou o título de artilheiro com 23 gols. Em 2009, o clube também estreou na Europa jogando na UEFA Europa League 2009-10 , onde foi derrotado pelo Dinaburg por 1 a 2 no total na primeira rodada da classificação. Nõmme Kalju terminou a temporada de 2009 em quinto lugar. Em 2010, Igor Prins assumiu o cargo de gerente e Nõmme Kalju terminou a temporada de 2010 em quarto lugar. O clube fortaleceu significativamente a equipe principal durante a janela de transferências de inverno de 2010–11, contratando os internacionais estonianos Alo Bärengrub , Tarmo Neemelo , Eino Puri e Kristen Viikmäe . Nõmme Kalju terminou a temporada de 2011 como vice-campeão, sete pontos atrás do campeão Flora , enquanto Tarmo Neemelo marcou 22 gols. Na temporada de 2012 , o Nõmme Kalju conquistou o primeiro título da liga, com 92 pontos.

### História recente (2013 – presente)
Ao vencer a Meistriliiga, Nõmme Kalju também se classificou para a fase de qualificação da UEFA Champions League de 2013–14 . Nõmme Kalju venceu o HJK na segunda pré-eliminatória por 2-1 na agregação, mas perdeu posteriormente para o Viktoria Plzeň 2-10 na agregação na terceira pré-eliminatória. A equipe não conseguiu defender o título de Meistriliiga na temporada de 2013 , terminando como vice-campeã, apesar de Vladimir Voskoboinikov ter conquistado o título com 23 gols. Nõmme Kalju terminou a temporada de 2014 com um quarto lugar decepcionante, após o qual Igor Prins foi demitido e substituído pelo ex-jogador Sergei Terehhov . Sob Terehhov, a equipe teve um início bem-sucedido, vencendo os primeiros nove jogos da liga e conquistando seu primeiro troféu da Copa da Estônia , derrotando Paide Linnameeskond por 2-0 na final.  Em setembro de 2015, Terehhov renunciou após maus resultados na Meistriliiga, com Getúlio Fredo assumindo o cargo de gerente interino. Nõmme Kalju terminou a temporada de 2015 em terceiro lugar. Em novembro de 2015, foi confirmado que Sergei Frantsev seria contratado como gerente após a temporada.  Sob Frantsev, a equipe terminou em terceiro em 2016 e 2017 , antes de vencer a Meistriliiga pela segunda vez em 2018 sem perder uma única partida.  Em 25 de abril de 2019, Frantsev foi demitido após um início ruim da temporada de 2019 , com Roman Kozhukhovskyi assumindo o cargo de gerente interino, antes de ser contratado permanentemente em 14 de junho. Em dezembro de 2019, Marko Kristal foi nomeado gerente.[carece de fontes?]

## Emblema e cores
O emblema original do clube provavelmente foi criado em 1922, quando o Kalju Sports Club foi fundado, embora o autor do emblema permaneça desconhecido. A crista foi refeita pelo artista Martin Lazarev, que preservou todos os elementos históricos, mas deu à crista uma forma e uma forma acabadas.
Os uniformes de Nõmme Kalju são tradicionalmente pretos e brancos. Nos anos 2000, Nõmme Kalju também adotou a cor rosa, levando ao apelido de Pink Panthers.

ANTIGO

2014–2015

## Títulos
- Meistriliiga (2): 2012, 2018
- Copa da Estônia (1): 2014-15
- Supercopa da Estônia (1): 2019

## Elenco atual
Atualizado em 1 de agosto de 2018.